# Villanueva de la Torre
Villanueva de la Torre ist eine zentralspanische Kleinstadt und eine Gemeinde mit 6.696 Einwohnern (Stand: 2024) in der Provinz Guadalajara in der Autonomen Gemeinschaft Kastilien-La Mancha.
Sie war eine kleine Siedlung auf dem Lande der Provinz Guadalajara eingebettet in ein enges Tal. Sie blieb lange eine kleine Stadt mit wenigen Gebäuden der kastilischen Architektur, typisch für die Campiña del Henares. Im 21. Jahrhundert wuchs die Bevölkerung sehr stark aufgrund der Nähe zum Großraum Madrid.

## Bevölkerungsentwicklung
| Jahr      | 1842 | 1900 | 1950 | 2001 | 2020 |
| Einwohner | 258  | 209  | 205  | 2960 | 6631 |

Wegen der Zuwanderung aus dem Umland ist die Bevölkerung enorm gewachsen.